# Ignatius von Senestrey
Ignatius von Senestrey (Bärnau, 13 luglio 1818 – Ratisbona, 16 agosto 1906) è stato un vescovo cattolico tedesco.

## Biografia
Compì la sua formazione ecclesiastica nel collegio germanico di Roma, dove fu ordinato prete nel 1842.
Fu insegnante a Eichstätt, curato a Monaco, parroco a Kühbach e, dal 1853, canonico del capitolo cattedrale di Eichstätt.
Nel 1858 fu eletto vescovo di Ratisbona dietro presentazione del re di Baviera, Massimiliano II.
Riedificò il seminario maggiore e fondò quelli minori di Metten, Straubing e Ratisbona; promosse l'adozione del rito romano e fece completare la costruzione del duomo. Propose periodiche riunioni dell'episcopato bavarese e tedesco (Conferenza di Fulda del 1867).
Prese parte al Concilio Vaticano I e sostenne la proclamazione del dogma dell'infallibilità papale.
Difese i privilegi della Chiesa di fronte al governo liberale bavarese: per aver chiamato nel 1866 i gesuiti nella sua diocesi, fu accusato di aver violato la costituzione e il concordato.

## Genealogia episcopale e successione apostolica
La genealogia episcopale è:
- Cardinale Scipione Rebiba
- Cardinale Giulio Antonio Santori
- Cardinale Girolamo Bernerio, O.P.
- Arcivescovo Galeazzo Sanvitale
- Cardinale Ludovico Ludovisi
- Cardinale Luigi Caetani
- Cardinale Ulderico Carpegna
- Cardinale Paluzzo Paluzzi Altieri degli Albertoni
- Papa Benedetto XIII
- Papa Benedetto XIV
- Cardinale Enrico Enriquez
- Arcivescovo Manuel Quintano Bonifaz
- Cardinale Buenaventura Córdoba Espinosa de la Cerda
- Cardinale Giuseppe Maria Doria Pamphilj
- Papa Pio VIII
- Papa Pio IX
- Cardinale Flavio Chigi
- Vescovo Ignatius von Senestrey

La successione apostolica è:
- Vescovo Sigismund Felix von Ow-Felldorf (1902)